# Interstate 78 (New York)
L'Interstate 78 (I-78) fait partie du réseau routier inter-États qui s'étend de Union Township, dans le comté de Lebanon, en Pennsylvanie, à la ville de New York. Dans l'État américain de New York, la I-78 s'étend sur 1,45 km. La totalité de la I-78 est constituée par le Holland Tunnel, qui passe sous l'Hudson depuis le New Jersey et se termine à un rond-point de sortie dans le Lower Manhattan. Le tunnel et ses approches sont entretenus par l'Autorité portuaire de New York et du New Jersey.
La I-78 devait emprunter un itinéraire plus long lorsque le système interétatique de la ville de New York a été proposé à la fin des années 1950. L'itinéraire proposé pour la I-78 était de se diriger vers l'est via le Williamsburg Bridge jusqu'à l'aéroport international John F. Kennedy, puis vers le nord via le Throgs Neck Bridge jusqu'à la I-95 dans le Bronx. Une section non construite de la I-78, la Lower Manhattan Expressway, aurait relié le Holland Tunnel aux ponts de Williamsburg et de Manhattan. Une autre section non construite, les Cross-Brooklyn (en) et Bushwick Expressways, se serait étendue vers le sud-est à travers Brooklyn, se connectant à ce qui est maintenant la Nassau Expressway (en) (New York State Route 878 ou NY 878). Un troisième tronçon aurait relié la Nassau Expressway, à l'extrémité sud du Queens près de l'aéroport JFK, à l'extrémité sud de l'actuelle Interstate 295, dans le centre du Queens. En raison de l'opposition des communautés situées le long des voies rapides, ces sections de la I-78 n'ont jamais été construites,.